# Coptotermes
Coptotermes es un género de termitas de la familia Rhinotermitidae que tiene 71 especies, muchas de las cuales son plagas económicamente destructivas, una de ellas la Coptotermes formosanus (termita subterránea de Formosa) está incluida en la lista de las 100 especies exóticas invasoras más dañinas del mundo. Se cree que el género se originó en el sudeste asiático. Las termitas obreras de este género forrajean bajo tierra y se desplazan en túneles que construyen a lo largo de la superficie. Se alimentan de madera y pueden causar grandes daños en edificios u otras estructuras de madera.

## Especies
Contiene las siguientes especies:
- Coptotermes acinaciformis
- Coptotermes brunneus
- Coptotermes ceylonicus
- Coptotermes curvignathis
- Coptotermes elisae
- Coptotermes emersoni
- Coptotermes formosanus
- Coptotermes frenchis
- Coptotermes gaurii
- Coptotermes gestroi
- Coptotermes havilandi
- Coptotermes kalshoveni
- Coptotermes lacteus
- Coptotermes heimi